# Compas (genre musical)
Pour les articles homonymes, voir Compas.
Genres dérivés
Compas manba, compas love
Le compas, ou compas direct (créole haïtien : Konpa, kompa ou kompa dirèk), est un genre musical originaire d'Haïti. Inventé par le saxophoniste et guitariste haïtien Nemours Jean-Baptiste au milieu des années 1950, le Compas Direct associe différentes influences. Il dérive pour partie de la méringue et du quadrille haïtiens, ainsi que du twoubadou, tout en empruntant des éléments au jazz et à la musique cubaine.

## Terminologie
« Compas » et « compas direct » sont les premiers termes utilisés depuis la fin des années 1950 et 1960 pour décrire le genre musical. Le terme de « konpa », quant à lui, est utilisé depuis la fin des années 1980. « Compas » est le terme qui prime en langue française, et « konpa » en créole haïtien.

## Histoire

### Origines et débuts
En 1955, Nemours Jean-Baptiste forme en compagnie de son compère, le saxophoniste, chef d'orchestre et arrangeur Webert Sicot, le Conjunto International. Le 26 juillet de la même année, à Port-au-Prince, en Haïti, l’orchestre donne son premier concert. Quelques semaines plus tard, Webert Sicot quitte cette formation. Le Conjunto International devient L'Ensemble aux callebasses. Au début, les rythmes principaux que jouent Nemours Jean Baptiste et ses musiciens sont fondés sur le genre populaire Grenn Siwèl, encore appelé en Haïti le Twoubadou, ainsi que sur la méringue et le quadrille haïtiens. L’orchestre interprète également des morceaux originaux joués sur des rythmes cubains tels la Guaracha et le son montuno. En 1957, Nemours Jean-Baptiste (avec l'assistance des frères Duroseau, Kreudzer et Richard), invente — graduellement — le compas direct. C'est la naissance d'un genre et d'une culture musicale.
La musique urbaine cubaine basée sur le concept de big band des États-Unis et du jazz influence fortement le compas direct. La présence des instruments à vent comme le saxophone, la trompette, le trombone pour ne citer que ces instruments, et la composition même des premiers groupes illustrent le lien entre ces deux styles musicaux. Ce lien de filiation explique la présence du terme band dans les appellations choisies par de nombreux groupes : Magnum Band, System Band et l'organisation des groupes autour d'une sorte de chef d'orchestre, leader du groupe. Avec la contredanse Kwaze le 8 venue du sud d’Haïti, le compas participe à la culture haïtienne. Il connaît, durant les années 1970, un grand succès dans les caraïbes. Nemours Jean-Baptiste a introduit également dans ses formations la guitare électrique, la basse, des percussions telles que le floor tom, et à la fin des années 1960 l'orgue ou le piano. 

### Compas digital
En 1986, au moment où de grands noms du compas commencent à constater que ce genre musical est en train de s'essouffler, le leader du groupe Top-Vice, Robert-Charlot Raymonvil, introduit un nouveau concept qui devient un phénomène : le « compas digital » ou « compas nouvelle génération ». Ce groupe de trois musiciens, apparu sur la scène Compas de Miami au sein de la communauté haïtienne de cette ville, fait à ses débuts l’effet d’un OVNI musical.
La présence dans le groupe d'un des piliers du compas haïtien, Henry Celestin, recruté peu de temps après sa création, est déterminante : il introduit un nouveau style de rythme, basé sur une présence répétitive et rythmée de la guitare avec effets (delay, super-chorus), et un groove que les Haïtiens baptisent rapidement le kite'l maché  (« laissons tourner »). Une boîte à rythmes se substitue bientôt aux percussionnistes. Un synthétiseur se substitue quant à lui à la section de cuivres traditionnelle. Toute une génération de jeunes musiciens (Sweet Micky, Carimi, Konpa Kreyol, Degré Konpa, Ti-Kabzy, T-Vice, etc.) profitent de cette opportunité pour rafraîchir le compas direct et l’ouvrir à des influences musicales telles que le rap, le hip-hop, le RnB, le reggae et le raggamuffin. Il faut aussi souligner l'impact d'Ansyto Mercier et de son groupe Digital Express au début des années 1990.

### Renouveau
Des groupes tels que T-Vice, Carimi ou Dega, cherchent à renouveler de nouveau le compas par un savant mélange entre l'expérience des anciens et des musiques contemporaines.
En mars 2024, Haïti soumet à candidature le compas au patrimoine culturel immatériel à l'UNESCO.

## Politique
En Guyane et dans les Antilles françaises, les bals konpa sont des festivités appréciées par beaucoup de gens différents, mais en même temps, ils sont généralement stigmatisés comme clandestins et populaires

.

## Artistes et groupes notables
Ils comprennent :  Alan Cavé, Carimi, Claudette et Ti Pierre, Coupé Cloué, Daan Junior, Djakout Number One, Émeline Michel, Gracia Delva, Les Frères Déjean, Magnum Band, Misty Jean, Nickenson Prudhomme, Richie, Sweet Micky, System Band, Tabou Combo, Zafem, Zenglen, Zin, Vanessa Désiré, Rutshelle, Roody Roodboy, Joé Dwèt Filé, et Mikaben.